# Reichsflotte

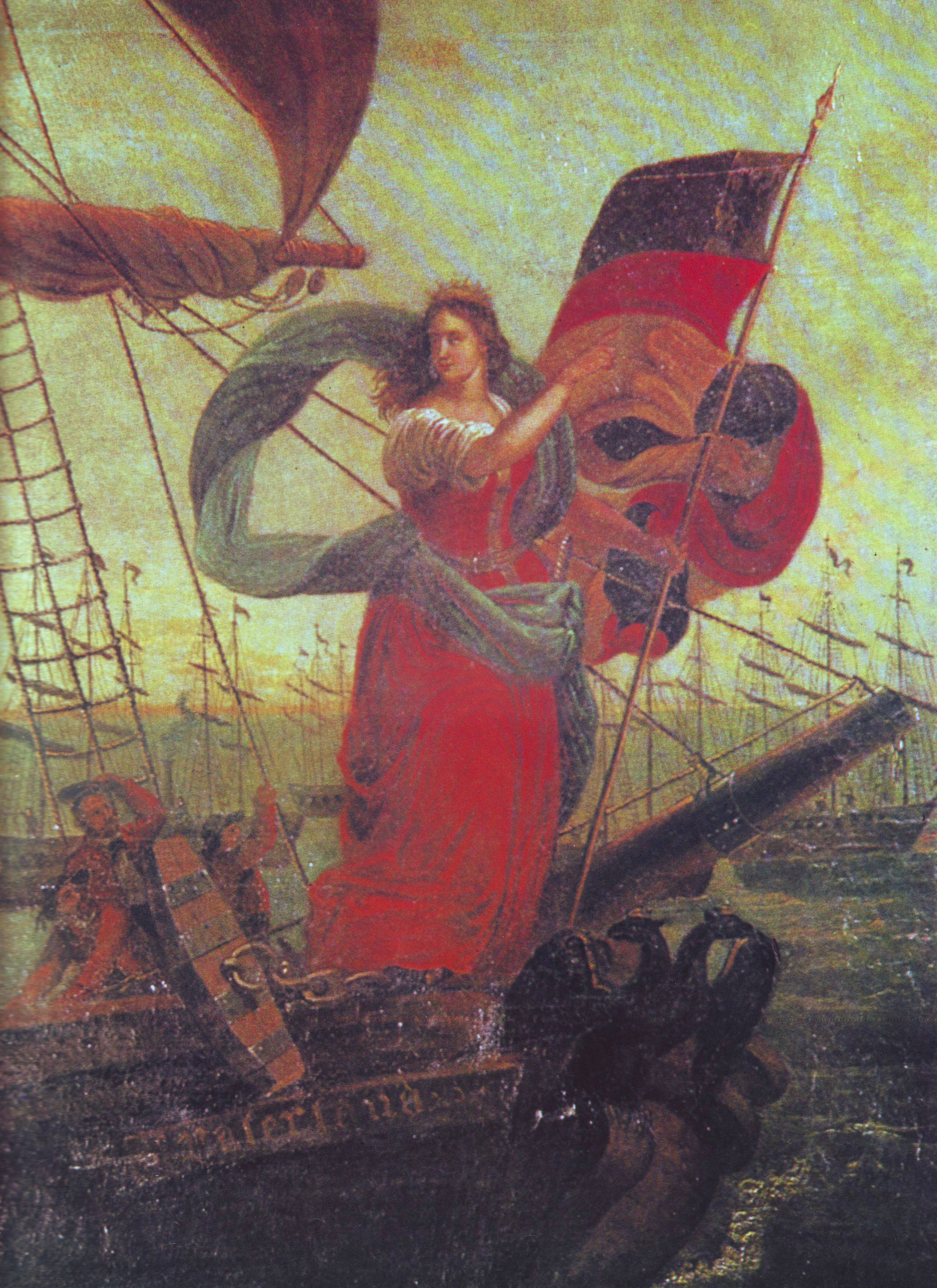
Germania auf dem Meere mit der Reichsflotte im Hintergrund, Gemälde von Lorenz Clasen, 1865

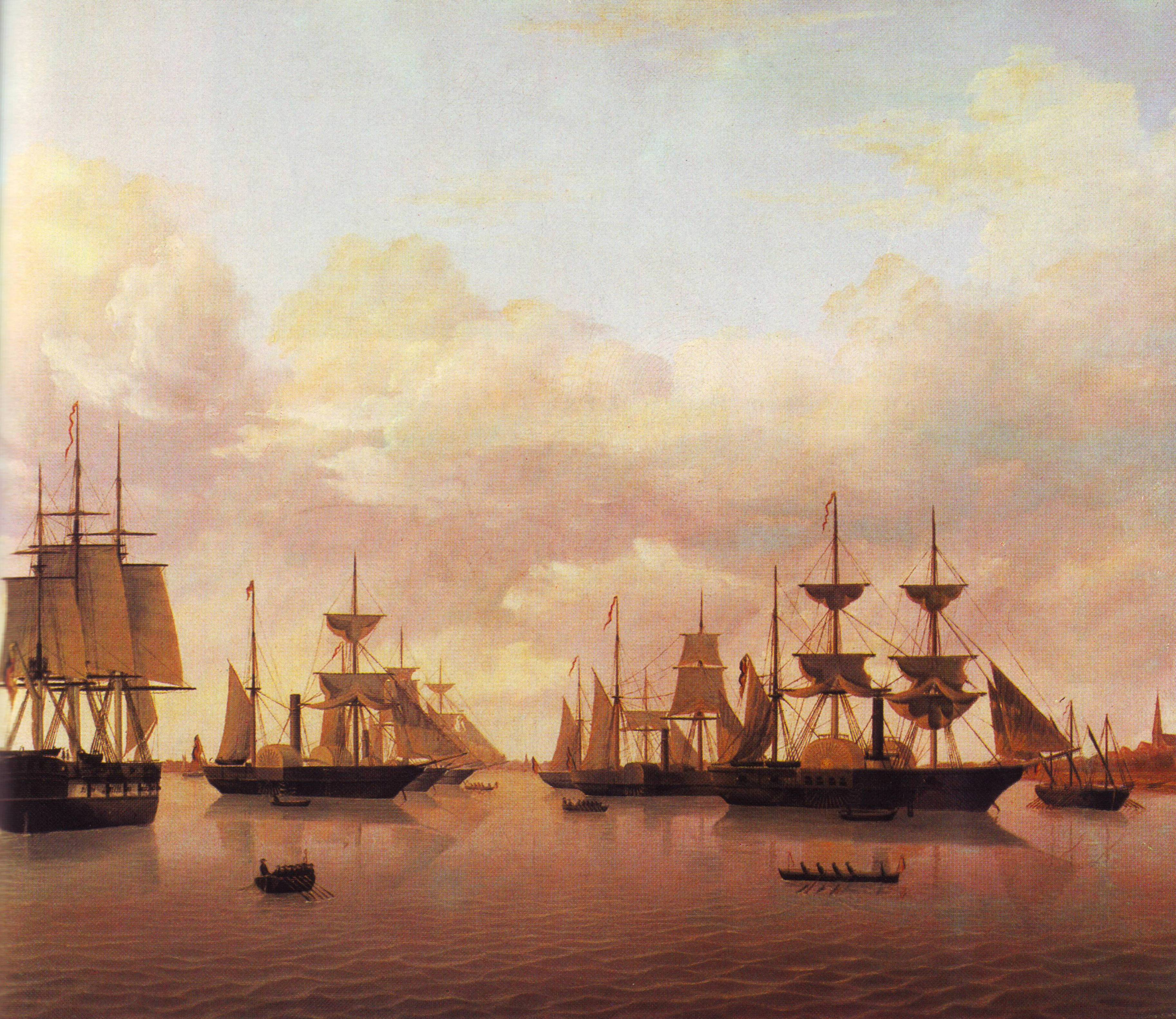
Die Reichsflotte 1850 vor Bremerhaven, von links: Deutschland, Hamburg, Bremen, Lübeck, Barbarossa, Der Königliche Ernst August, Hansa.

Als Reichsflotte bezeichnet man die erste gesamtdeutsche Marine der deutschen Marinegeschichte. Sie wurde am 14. Juni 1848 von der Nationalversammlung in Frankfurt am Main gegründet. Sie sollte allgemein als deutsche Seestreitkraft deutsche Handelsschiffe schützen und konkret im Schleswig-Holsteinischen Krieg gegen Dänemark dienen. Die deutsche Zentralgewalt arbeitete eng mit den deutschen Küstenstaaten und der Provisorischen Regierung Schleswig-Holsteins zusammen. Mit an den Plänen beteiligt war Prinz Adalbert von Preußen, der als Marine-Experte galt und auch Preußen beriet.
In der kurzen Zeit 1848/1849 gelang es, einen kleineren Bestand von Schiffen zu kaufen und umzurüsten. Im Krieg gegen Dänemark kam die Reichsflotte allerdings so gut wie gar nicht zum Einsatz. Nach Niederschlagung der deutschen Revolution ging die Reichsflotte auf dem Weg der Bundeszentralkommission auf den wiederhergestellten Deutschen Bund über.
Zwar gab es Pläne zur Weiterführung und zum Ausbau der Flotte als Bundesflotte, doch letztlich wollten weder der Deutsche Bund noch ein Mitgliedsstaat die Kosten dafür tragen. Grund dafür war neben der Kostenfrage das Kriegsende zwischen Deutschland und Dänemark: Eine deutsche Flotte wurde nicht mehr unmittelbar benötigt. 1852/53 verkaufte Bundeskommissar Laurenz Hannibal Fischer die Schiffe.
Später baute der Norddeutsche Bund eigene Seestreitkräfte auf, die zur Grundlage der heutigen Deutschen Marine wurden. Diese begeht in Erinnerung an den Flottenbeschluss in der Frankfurter Nationalversammlung im Jahr 1848 den 14. Juni als ihren Gründungstag.

## Bezeichnungen

Gösch der Marine des Deutschen Reiches

Für die deutsche Marine als Gesamtorganisation und die Flotte als Zusammenfassung der Seekriegsmittel jener Zeit wurden mehrere Bezeichnungen verwendet. Der Beschluss der Nationalversammlung vom 14. Juni 1848 spricht einfach von der „deutschen Marine“. Marineminister Arnold Duckwitz schrieb 1849 einen Bericht über „die Gründung der Deutschen Kriegsmarine“. In der Ernennungsurkunde für Admiral Bromme heißt es wiederum „Reichs-Marine“. Die Protokolle des Reichsministeriums (der Regierung) verwenden abwechselnd die Begriffe Reichsflotte und Reichsmarine, jedoch weder Kriegsmarine noch Bundesmarine oder Bundesflotte. In Art. 19 der Reichsverfassung steht „Kriegsflotte“.
Gebräuchlich ist in der Geschichtswissenschaft der Begriff Reichsflotte geworden. Damit unterscheidet man sie von der Reichsmarine der Weimarer Republik (1919–1933). Eher ungeeignet sind die Bezeichnungen Bundesmarine und Bundesflotte, die man stellenweise in der späteren Literatur findet. Zumindest bei der Gründung handelte es sich nämlich nicht um die Marine des Deutschen Bundes. Außerdem gab es im Jahr 1865 einen österreichisch-preußischen Plan für eine „Bundesflotte“.

## Ausgangslage
Nationalismus und Liberalismus prägten nicht nur die Debatten der Frankfurter Nationalversammlung, sondern auch diejenigen in anderen Ländern. Der Frankfurter Navalismus dagegen war eigener Art: Er entstammte dem Schmerz, dass die deutschen Gebiete jahrhundertelang die Schlachten fremder Mächte ertragen mussten; der daraus entstehende Wunsch nach nationaler Macht führte eigenartiger Weise zur Flottenbegeisterung, so Wolfgang Petter. Das dürfte an der Abneigung der Liberalen gegen das Landmilitär gelegen haben, das den Absolutismus und dann die Konservativen gestützt hatte.

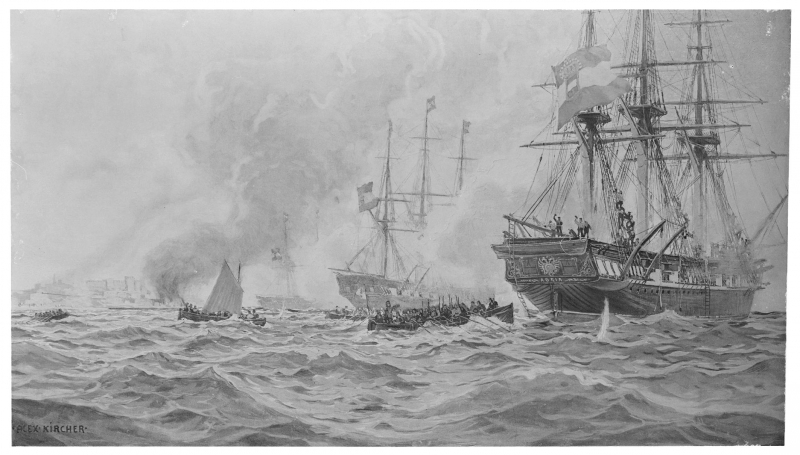
Österreichische Kriegsschiffe im Kampf gegen marokkanische Seeräuber (1829)

Praktisch erlebten deutsche Händler und Reisende, dass das Mittelmeer und der Mittelatlantik für Schiffe unter einer deutschen Flagge sehr gefährlich waren. Beispielsweise führten Barbareskenstaaten in Nordwestafrika einen Kaperkrieg gegen die christliche Welt. Staaten ohne mächtige Kriegsflotte sollten zahlen, das machte den Handelsverkehr aus Versicherungskosten sehr teuer. Auch wenn in den 1840er-Jahren die Gefahr großteils der Vergangenheit angehörte, unter anderem wegen der Eroberung Algeriens durch Frankreich 1830, so lebte die Erinnerung „an die große Zeit des Seeraubs allein an den hilflosen Deutschen“ noch lange danach. Ein Zeitungsartikel klagte, die deutschen Handelsschiffe lägen „wehr- und waffenlos wie fette Karpfen unter scharfgezahnten Hechten und Haien“ auf dem Meere, weil das deutsche Volk versäumt habe, dem deutschen Neptun einen Dreizack zu schmieden.
Doch auch reguläre Flotten anderer Mächte gefährdeten deutsche Handelsschiffe; als Preußen 1805 Hannover annektierte, kaperte England fast die gesamte Handelsflotte der Preußen. Deutschen Händlern war ferner der dänische Sundzoll ein Dorn im Auge, den man entrichten musste, um von der Nord- in die Ostsee und umgekehrt zu gelangen. Großbritannien tolerierte dies, unter anderem weil es indirekt selbst daran verdiente (der Zoll war teilweise an Londoner Bankiers verpfändet). Der deutsche Liberale Friedrich List etwa rief ein weitreichendes positives Echo hervor, als er einen Zollkrieg gegen den „nordischen Raubstaat“ Dänemark vorschlug.

### Flotten deutscher Staaten vor 1848
Die Gründungsakten und Verträge des Deutschen Bundes kannten keine Marine. Obwohl es in Hamburg, Bremen und Lübeck und auch in Preußen bedeutende Häfen gab, waren die deutschen Handelsflotten ohne militärischen Schutz durch eine Seemacht. Man glaubte teilweise, dass auswärtige Bundesmitglieder den Schutz leisten könnten: Bis 1837 war Hannover mit Großbritannien in einer Personalunion verbunden. 1845 schlug der preußische König sogar seinem dänischen Kollegen (ergebnislos) vor, Großadmiral Deutschlands zu werden. Eine nennenswerte, wenn auch zweitklassige Flotte hatte von den deutschen Staaten nur Österreich, die es einst von der Republik Venedig übernommen hatte.
Die Österreichische Marine war in den Mittelmeer-Häfen Venedig und Triest stationiert. Ihre Besatzungen waren zum großen Teil italienischer Abkunft und liefen im Zuge der Unabhängigkeitskämpfe in Venetien 1848 zum Feind über, wobei auch einige Schiffe mit überführt wurden. Die in österreichischer Hand verbliebenen Schiffe wurden für die Seekriegführung in der Adria benötigt. Trotz des Krieges gegen Dänemark scheute man sich auf der Suche nach einem geeigneten Befehlshaber für den Neuaufbau der Marine nicht, den dänischen Kommodore Hans Birch Dahlerup für dieses Amt auszuwählen. Vor diesem Hintergrund stand die österreichische Marine für den Krieg gegen Dänemark nicht zur Verfügung.

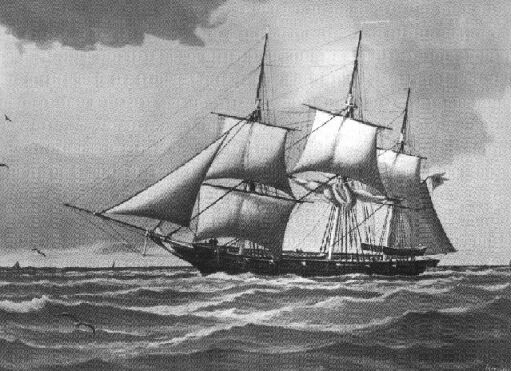
SMS Amazone, das bis 1848 einzige verfügbare preußische Kriegsschiff

Bereits kurz vor der Märzrevolution hatte Preußen sich bemüht, andere deutsche Nordsee-Anrainer zu einer gemeinsamen Handelspolitik zu bewegen; eine Kriegsflotte gehörte zu den Ideen bereits dazu. Der preußische Prinz Adalbert hatte eine „Seewehr“ vorgeschlagen, bestehend aus Ruderkanonenbooten. Allerdings stieß er damit auf großen Widerstand, denn eine Flotte war mit hohen Kosten verbunden. Sie wurde nicht als notwendig für die eigentliche Landesverteidigung angesehen, und für die nötige Staatsanleihe hätte der preußische König die lange versprochene Verfassung mit Parlament (Nationalrepräsentation) einrichten müssen.
Zum Schutz seines wachsenden Seehandels verließ Preußen sich auf die anderen Bundesfürsten mit ihren Seestreitkräften. Seit Mitte der 1830er-Jahre gab es verschiedene Initiativen zum Aufbau eigener Seestreitkräfte, die bis 1848 allerdings nur zur Ausrüstung einer einzelnen Schulkorvette, der Amazone, geführt hatte. Außerdem waren die Schiffe der Staatsreederei Preußische Seehandlung bewaffnet und führten die preußische Seekriegsflagge.

### Ausbruch der Revolution und des Krieges mit Dänemark 1848

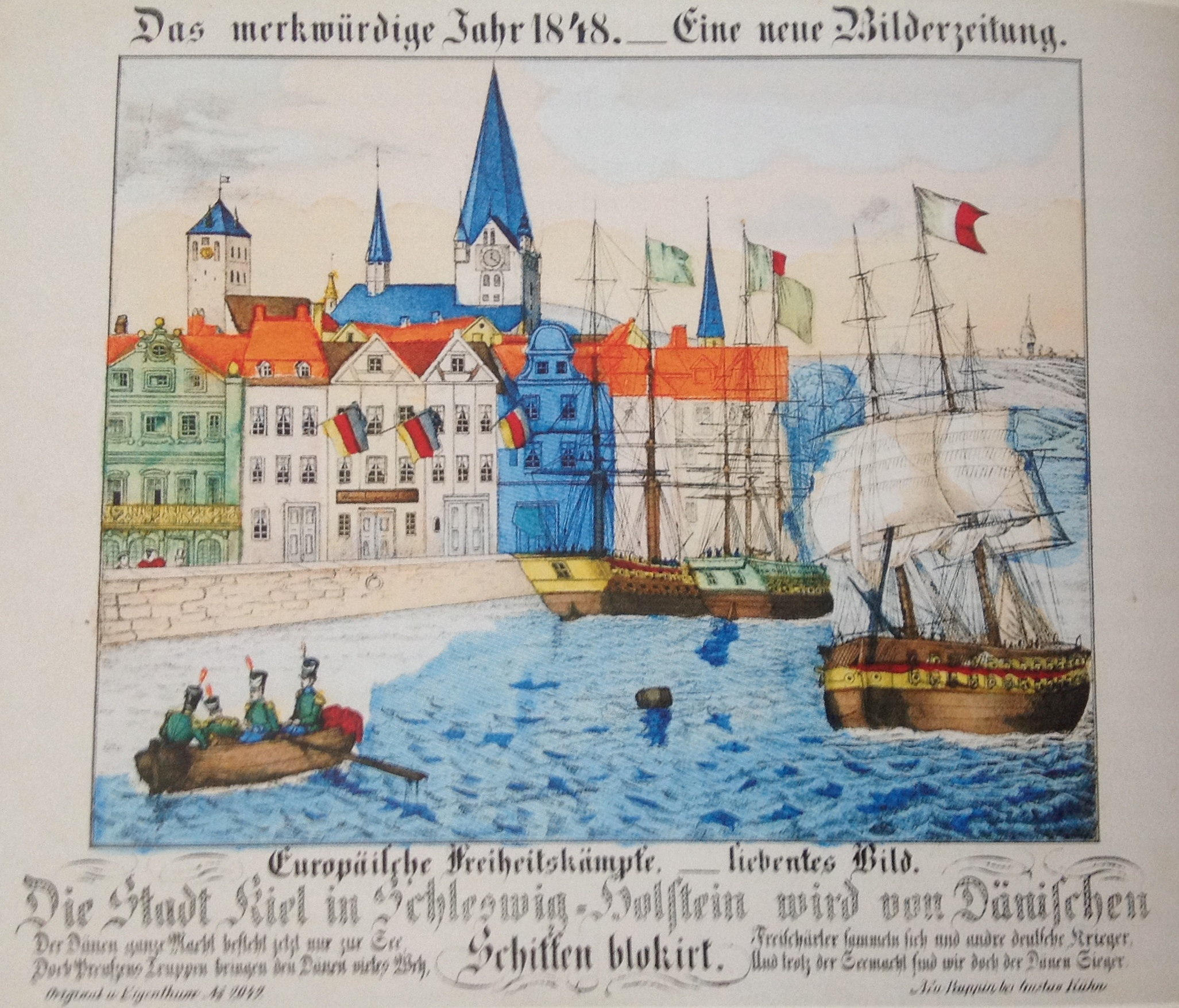
Dänische Schiffe blockieren den Hafen von Kiel, 1848

Der dänische König war Herzog sowohl des deutschsprachigen Holstein, das auch Mitglied im Deutschen Bund war, als auch des gemischtsprachigen Schleswig. Im Frühjahr 1848 kam es zum Konflikt zwischen deutschsprachigen und dänischen Nationalbewegten. Im Aufstand der deutschen Bewegung gegen Dänemark wurde eine Provisorische Regierung gebildet sowie eine eigene Schleswig-Holsteinische Armee. Einzelne deutsche Staaten unterstützten die deutschen Schleswig-Holsteiner militärisch gegen die Dänische Armee. Der Deutsche Bund erklärte den Bundeskrieg gegen Dänemark.
Der Krieg zeigte jedoch überdeutlich, wie verwundbar deutsche Handelsschiffe und die deutschen Küstenhäfen waren. Am 14. April 1848 beschlagnahmte Dänemark erstmals preußische Schiffe in größerer Zahl. Österreich blieb de facto neutral und hätte auch gar nicht eingreifen können: Viele seiner Mittelmeerschiffe lagen im blockierten Hafen von Triest fest, oder ihre Mannschaften waren zu den Italienern übergelaufen. In fast allen größeren deutschen Städten bildeten sich Flottenvereine und Ausschüsse, die Geld für eine deutsche Flotte sammelten.
Nach Ausbruch der Märzrevolution 1848 behandelte zunächst das Vorparlament das Problem. Diese Versammlung deutscher Landesparlamentarier rief den Bundestag, die Küstenstaaten und das deutsche Volk zur Bildung einer Kriegsmarine auf. Der Siebzehnerausschuss des Bundestags forderte am 15. April 1848 den Bundestag dazu auf, entsprechende Maßnahmen in die Wege zu leiten. Drei Tage später setzte der Bundestag einen Marineausschuss ein, der aus den Gesandten Preußens, Hannovers, Mecklenburgs, Oldenburgs, Hamburgs, Bremens und Lübecks bestand.
Der Fünfzigerausschuss des Vorparlaments forderte den Bundestag auf, Kriegsschiffe zu erwerben und Verteidigungsanlagen an den Küsten zu bauen. Der Bundestag übernahm das Ansinnen, während die Küstenstaaten bereits die Küstenverteidigung verbesserten. Zahlreiche private Initiativen in Deutschland schlossen sich leidenschaftlich dem Ruf nach einer deutschen Seemacht an und begannen, Geld zu sammeln. Am 31. Mai 1848 verlangte der Deutsche Marinekongress in Hamburg von der Nationalversammlung, ein Marineministerium zwecks Errichtung der Flotte zu gründen.

### Einzelstaatliche Seestreitkräfte ab 1848

Hamburgische Admiralitätsflagge

In einer ersten Reaktion verständigten sich die norddeutschen Küstenstaaten, unter der Leitung des so genannten Hamburger Ausschusses Handelsschiffe zu bewaffnen und zu Kriegsschiffen aufzurüsten. Außerdem wurden Kanonenboote gebaut. Als Befehlshaber wurde der britische Marineoffizier Hammel Ingold Strutt angeworben und im Dienstgrad Fregattenkapitän eingestellt. Am 23. Juni 1848 kaufte die Hamburgische Admiralität diese aus Spendengeldern finanzierten Schiffe für die aufzubauende Reichsflotte auf. Diese unter Hamburger Führung stehende Flottille wurde damit zum Grundstock der Reichsflotte.

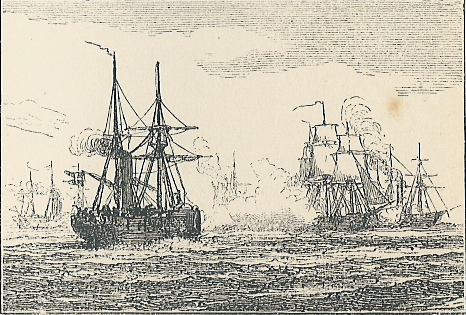
Die dänische Korvette Valkyrien im Kampf mit Dampfschiffen der Reichsflotte bei Helgoland, 4. Juni 1849

Gleichzeitig begann der Aufbau einer eigenen kleinen Marine mit allen Komponenten einer Seestreitkraft in Schleswig-Holstein. Diese Schleswig-Holsteinische Marine, die zeitweise über 16 Schiffe und Fahrzeuge verfügte, kämpfte in der Nord- und Ostsee gegen die überlegene dänische Marine. Die Schleswig-Holsteinische Marine unterstellte sich nur formal der Reichsflotte, ihre Schiffe führten jedoch deren schwarz-rot-goldene Flagge.
Preußen sah sich nicht nur der Bedrohung seiner Handelsschifffahrt ausgesetzt, sondern befürchtete auch, dass Russland auf dänischer Seite in den Krieg eintreten könne. Deshalb wurden die Überlegungen zum Aufbau einer eigenen Marine beschleunigt. Als erste Maßnahme wurden 40 Ruderkanonenboote gebaut, die bis 1870 im Dienst blieben.

## Deutsches Reich 1848/1849

Flagge der Reichsflotte (1848–1852), laut Reichsgesetz vom 13. November 1848. Die Flagge wurde auch von der Schleswig-Holsteinischen Marine verwendet.

Wie der Bundestag gründete auch die Nationalversammlung, am 26. Mai 1848, einen Marineausschuss. Ihm gehörten der Österreicher Karl Ludwig von Bruck, der preußische General Joseph von Radowitz und der Hamburger Reeder und Kaufmann Edgar Roß an, den später Ernst Merck ersetzte. Schon am 8. Juni legte Radowitz von der äußersten Rechten einen Bericht des Ausschusses vor. Der Ausschuss solle die Funktionen der Flotte festlegen und nach einer Analyse einen Stufenplan zum Bau von Schiffen vorlegen. Für eine sofortige erste Bauphase forderte der Ausschuss sechs Millionen Taler. Die deutsche Flotte werde inneres und äußeres Zeichen der deutschen Einigung sein:

„Das erste deutsche Kriegsschiff, das erscheint und sich vor die Mündung des Rio de la Plata legt, zeigt den dortigen zahlreichen Deutschen, daß sie nicht mehr von der Willkür eines Tyrannen ausschließlich abhängen, sondern daß hinter ihnen ein Volk von vierzig Millionen steht. (Andauerndes Bravo) […] Die Schöpfung der Flotte ist nicht bloß eine militärische Frage, eine kommerzielle Frage, sondern in höchstem Grade eine nationale Frage.“

Trotz einiger Bedenken, ohne ausgereifte Pläne etwas Konkretes zu beschließen und die Bevölkerung nach der vorherigen Wirtschaftskrise finanziell zu belasten, nahm die Nationalversammlung am 14. Juni die Anträge des Marine-Ausschusses an. Sowohl Linke, Mitte als auch Rechte standen fast einstimmig hinter dem Beschluss. Von der Beseitigung des Sundzolls, dem Krieg um Schleswig und Holstein, den Möglichkeiten einer Kolonialpolitik, die Förderung des Überseehandels und der Wirtschaft und überhaupt der nationalen Ehre sprachen die Abgeordneten; einige trugen auch lokale Sonderinteressen vor.
Für die Flotte sollten sechs Millionen Taler bereitgestellt werden. Allerdings gab es damals noch keine gesamtdeutsche Exekutive. Diese erhielt erst am 28. Juni 1848 ihre gesetzliche Grundlage, und zwar mit dem Reichsgesetz über die Provisorische Zentralgewalt. Aufgabe der Zentralgewalt mit ihrem Reichsverweser und den Reichsministern war es, für die „Sicherheit und Wohlfahrt des deutschen Bundesstaats“ zu sorgen.

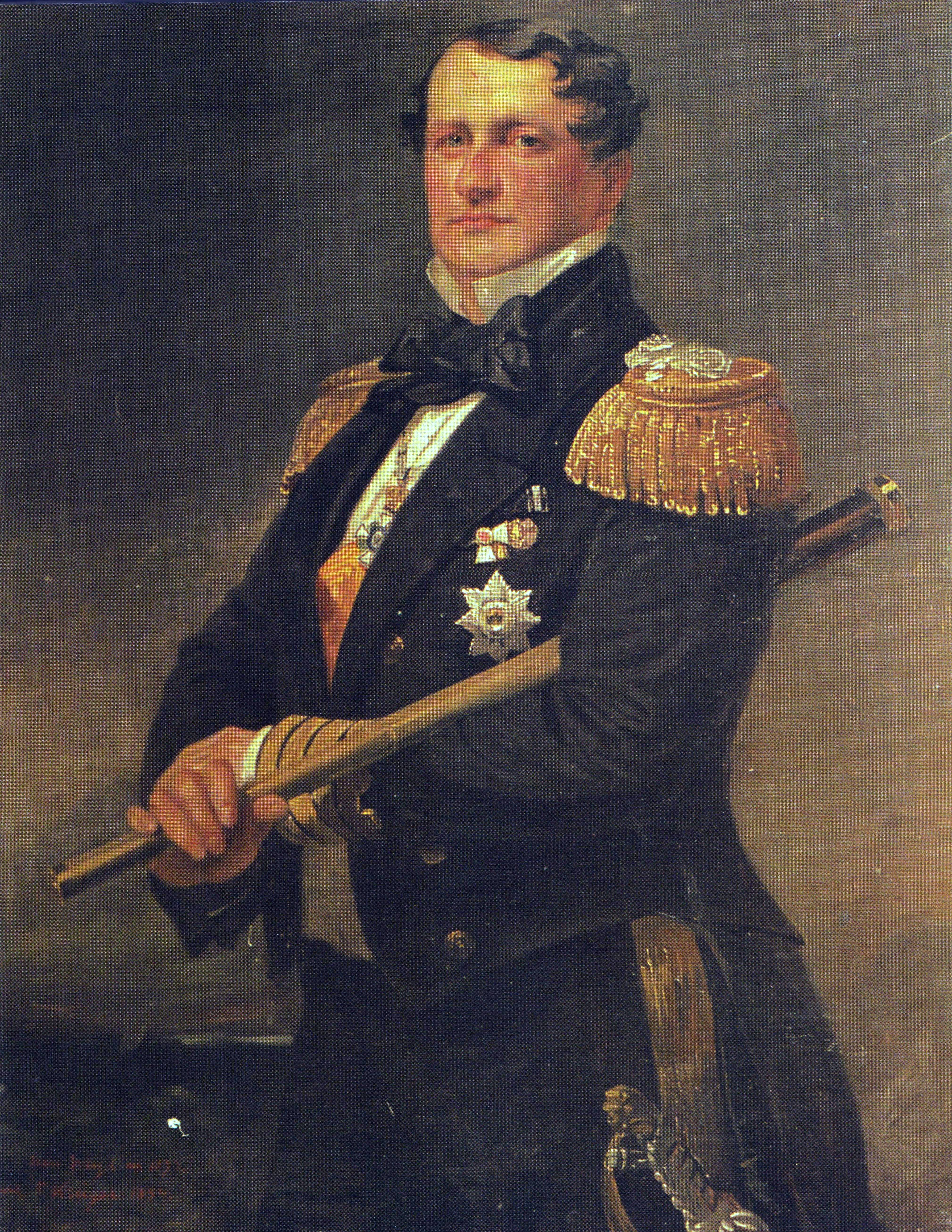
Prinz Adalbert

Den damaligen Überlegungen folgend sollte die Reichsmarine auf hoher See agieren und Preußen die Küsten schützen. So gab es laut Prinz Adalbert drei Typen von Flotten: eine für die Verteidigung von Küsten, eine für eine offensive Verteidigung und dem Schutz des Handels, und eine „selbstständige Seemacht“. Dies wurden die Leitideen der Reichsflottenpolitik; bei der Realisierung der ersten Stufen sollte die letzte im Auge behalten werden, einschließlich der Gefahr, dass zwischenzeitlich andere Mächte intervenierten. Für die Realisierung rechnete man nun mit wesentlich höherem Zeitbedarf als bei früheren Plänen, obwohl der Waffenstillstand mit Dänemark bald ablaufen würde.

### Unterstützung durch die Einzelstaaten
Doch am 29. September berichtete Reichsfinanzminister Hermann von Beckerath den Abgeordneten, dass das Geld für große Pläne fehlte. Im Juni hatte das Parlament eine Summe beschlossen, die von den Einzelstaaten eingezogen werden sollte, was aber noch nicht geschehen war; die eingegangenen Spenden von 73.000 Gulden wurden zum Zinserwerb angelegt; lohnende Projekte lagen immer noch nicht vor. Einen Monat später musste Reichshandelsminister Arnold Duckwitz, der nun auch für die Marine verantwortlich war, von neuem beginnen.
Im ersten Halbjahr hatte noch der Deutsche Bund 520.000 Gulden für die Flotte reserviert, die eigentlich für die Festungen in Rastatt und Ulm gedacht waren. Die Einzelstaaten zahlten in der Regel für das Jahr 1848 die Bundes-, dann Reichsmatrikel für die gemeinsamen Militärausgaben; teilweise im Rückstand waren allerdings Bayern, Sachsen, Kurhessen sowie Luxemburg-Limburg. Ende 1849 waren die Ausgaben für die Marine auf den dreifachen Betrag der ursprünglichen 520.000 Gulden angewachsen, und am 1. März 1850 fehlten noch fast 1,8 Millionen Gulden Marinebeiträge der Einzelstaaten. Vollständig gezahlt hatten nur Preußen, Hannover, Holstein, Lauenburg, Mecklenburg-Schwerin, Nassau, Oldenburg, Anhalt-Dessau, Schwarzburg-Rudolstadt, Waldeck und die vier Freien Städte. Die Bundeszentralkommission hatte akzeptiert, dass Österreich wegen seiner Aufwendungen für die Mittelmeerflotte weniger zahlte.
Ansonsten half Preußen, auch der König, beim Aufbau der Reichsflotte; so genehmigte der König beispielsweise den Urlaub des Prinzen Adalbert. Preußische Offiziere beaufsichtigten eine Geschützgießerei in Hannover, die schlechte Qualität geliefert hatte. Wie Preußen so ließ auch Hannover das Material für die Reichsflotte unentgeltlich und ohne Transitzoll über sein Gebiet transportieren.

### Zusammenarbeit mit den USA
Im Oktober 1848 bat die Zentralgewalt die USA um einen Marine-Offizier als Oberkommandierenden der Reichsflotte. Präsident James K. Polk antwortete, dass er dafür den Kongress um sein Einverständnis bitten müsse, doch er könne jemanden beurlauben, der sich die Sache ansehen werde. Im Dezember reiste dann Commodore Foxhall A. Parker nach Europa und inspizierte unter anderem Hafenanlagen in Bremen. Zum Zeitpunkt seiner Reise hatte aber die Gegenrevolution bereits eingesetzt; eine reale Flotte fand er auch nicht vor. Er entschied sich, nicht in deutsche Dienste zu treten und riet auch anderen amerikanischen Offizieren davon ab.
Derweilen erstellte der deutsche Gesandte in Washington, Friedrich von Rönne, Kopien von amerikanischen Marinegesetzen und Regularien und schickte sie mit allerlei weiteren Informationen nach Frankfurt, die für den Flottenaufbau nützlich sein könnten. Im Februar 1849 bat er dann den amerikanischen Außenminister, dass die Zentralgewalt eine Dampferfregatte in den USA kaufen dürfe. Diese solle unter Aufsicht eines amerikanischen Offiziers ausgestattet und nach Deutschland überführt werden.
Der Außenminister ernannte dafür Commodore Matthew Calbraith Perry und wies die Brooklyn Navy Yard an, jede Hilfe zu geben. Es wurde dann ein Postpaketboot gekauft und fertiggemacht. Doch bald darauf zog der neue Präsident Zachary Taylor die Unterstützung zurück, weil er sich um die amerikanische Neutralität sorgte. Dänemark hatte protestiert, daher musste Deutschland den USA zusagen, dass es das Schiff nicht gegen Dänemark einsetzen würde. Der Vertrag von Malmö war schließlich nur ein Waffenstillstand, kein Friedensvertrag.

## Marine des Deutschen Reiches

### Reichsministerium der Marine

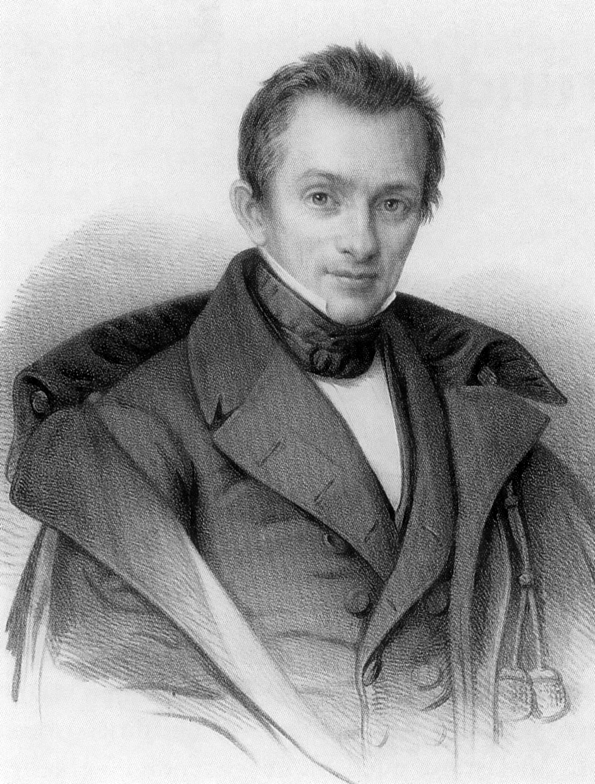
Der Bremer Arnold Duckwitz, deutscher Handelsminister seit August, seit November auch für die Marineabteilung verantwortlich

Für den Aufbau einer Kriegsmarine war in der Zentralgewalt zunächst das Reichsinnenministerium zuständig. Im Ministerrat sorgte Innenminister Anton von Schmerling für die Behandlung der Marine-Fragen. Die Einrichtung eines eigenständigen Marineministeriums wurde frühzeitig erwogen, jedoch vom Vorhandensein einer geeigneten Führungsperson abhängig gemacht. Je nach Persönlichkeit wurde dieser Minister werden oder aber Unterstaatssekretär oder technischer Direktor in einem bestehenden Ministerium, heißt es im Protokoll des Ministerrats vom 29. August 1848. Kriegsminister Eduard von Peucker wehrte sich gegen die Aufgabe und persönliche Verantwortlichkeit für die Reichsflotte.
Bis Anfang November einigte das Gesamt-Reichsministerium (die Regierung) sich darauf, eine „provisorische Centralbehörde für die deutsche Marine“ einzurichten, was der Reichsverweser am 15. November 1848 per Dekret ausführte. Die neue Behörde bestand aus einer „Abtheilung für die Marineverwaltung“ und einer „technischen Marinecommission“. Angegliedert wurde sie an das Reichshandelsministerium, das bereits mit Fragen der zivilen Schifffahrt betraut war. Handelsminister Arnold Duckwitz berichtete in seinen Erinnerungen, dass in den Beratungen im Oktober kein Minister die Marine übernehmen wollte: Niemand verstünde etwas davon. Duckwitz fügte sich schließlich, da er nach Meinung der anderen Minister jedenfalls mehr vom Seewesen verstehe als sie. Dem Marineministerium unterstanden mit dem Oberkommando, der Seezeugmeisterei und der Intendantur drei Marinebehörden. Außerdem gab es eine als Marineauditoriat bezeichnete Kriegsgerichtsbarkeit.
Nach dem Ende der Frankfurter Nationalversammlung im Mai 1849 wurde der österreichische Feldmarschallleutnant und Reichsaußenminister August von Jochmus Marineminister. Dabei erhielt die Marine ein eigenes Ministerium, Faktisch leitete es für das letzte halbe Jahr der Zentralgewalt der Reichsfinanzminister Ernst Merck, der den Schiffsbestand noch erhöhte.
Prinz Adalbert von Preußen saß in Frankfurt von 1848 bis Februar 1849 der Technischen Marinekommission bei der Marineabteilung vor. Die Kommission befasste sich mit dem Erwerb, Bau und Umbau von Kriegsschiffen, deren Bewaffnung und Stationierung. Auch die Frage eines Kanals zwischen Nord- und Ostsee wurde betrachtet. Sie war außerdem für Personal- und Haushaltsangelegenheiten zuständig. Nach Adalberts Abberufung durch den König von Preußen übernahm der damalige Fregattenkapitän Karl Rudolf Bromme, genannt Brommy, diese Aufgabe.

### Oberbefehl und Personal

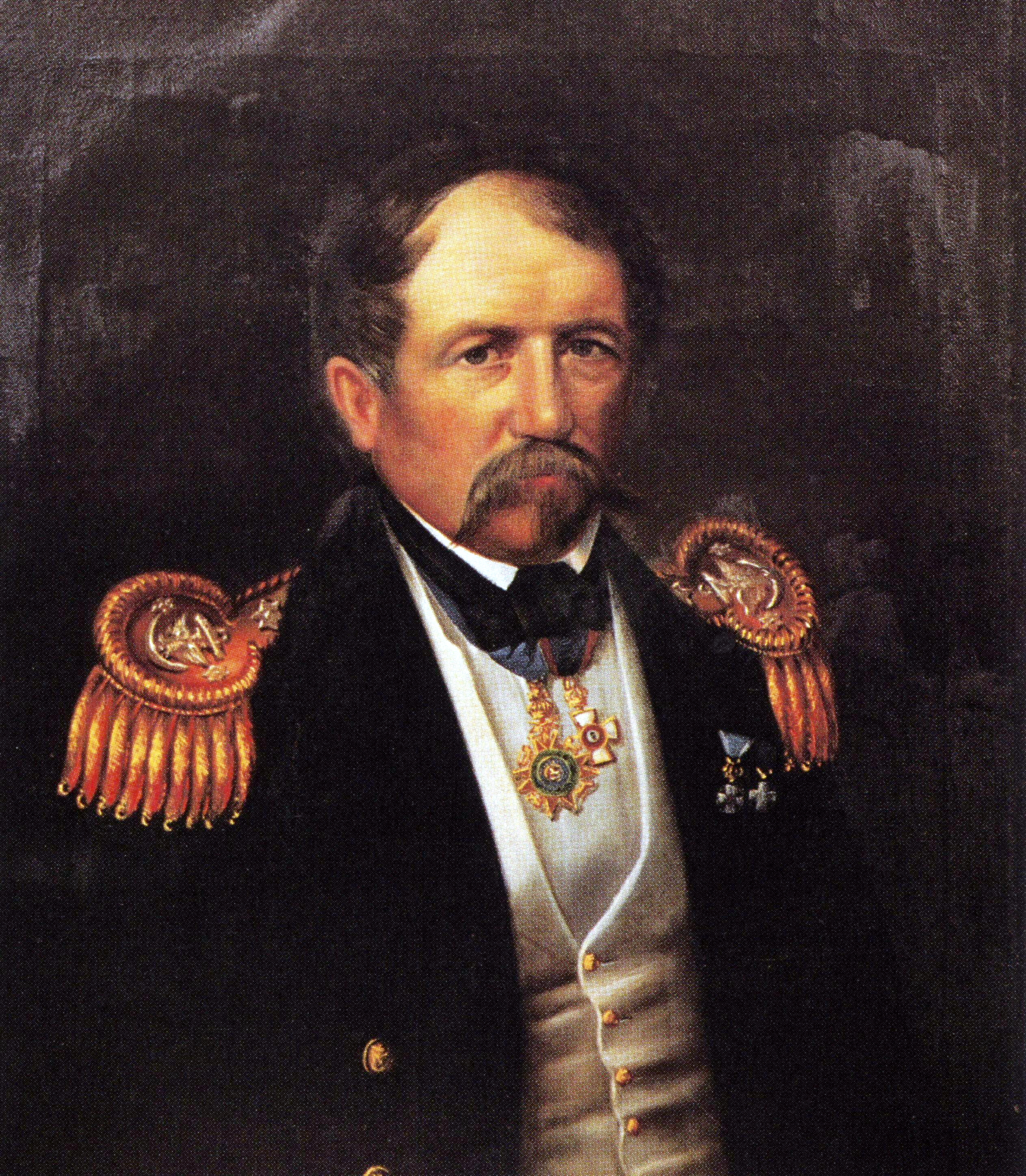
Karl Rudolf Brommy, Oberbefehlshaber der Reichsflotte

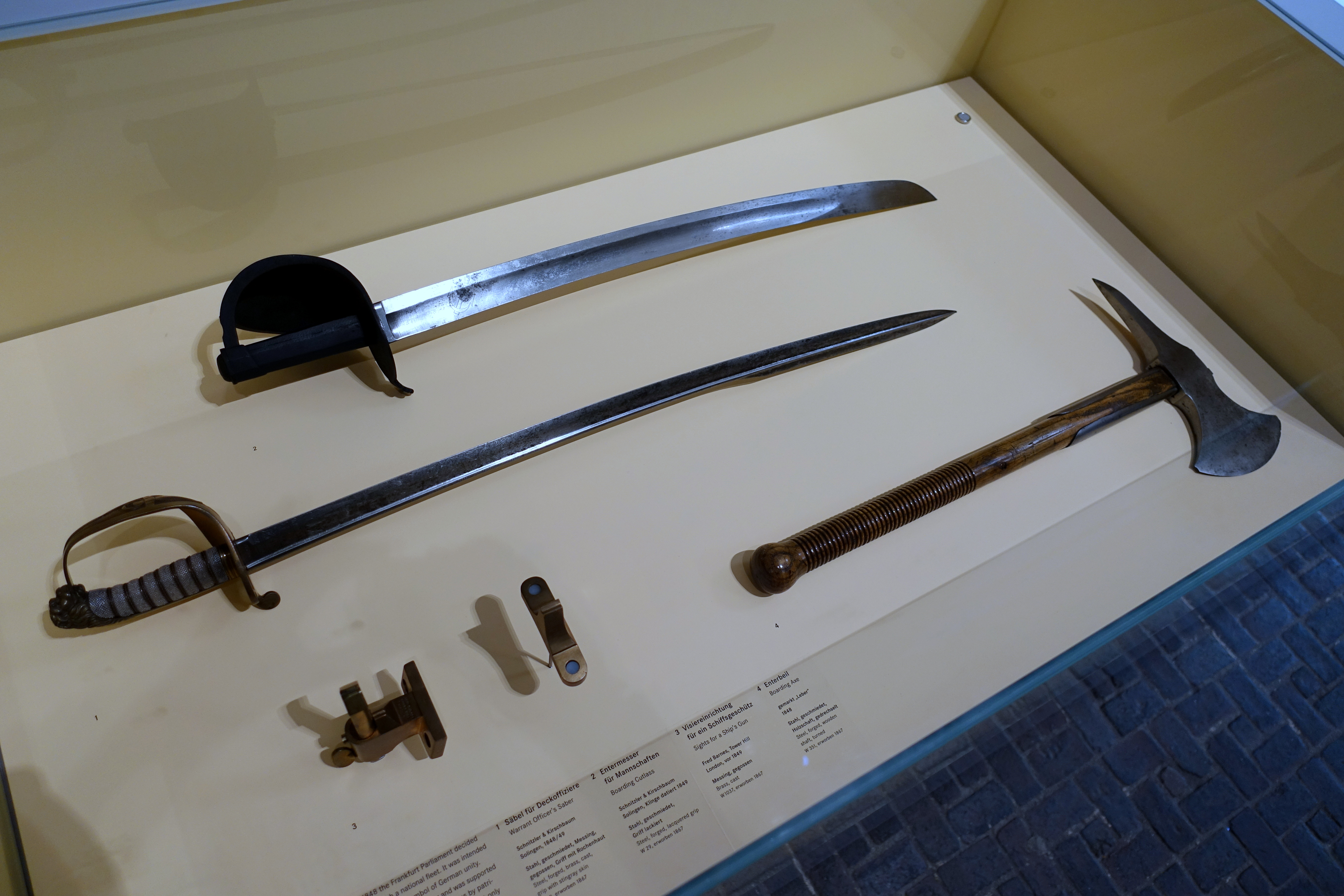
Waffen der Reichsflotte, ausgestellt heute im Germanischen Nationalmuseum

Nach der Reichsverfassung hätten dem Reichsministerium der Marine alle deutschen Seestreitkräfte unterstellt werden müssen. Das geschah jedoch weder für die im Aufbau befindliche preußische Marine noch für die österreichische Marine. Die Schleswig-Holsteinische Marine wurde zwar am 26. April 1849 formell der Reichsflotte unterstellt, operierte jedoch unabhängig von ihr. Lediglich die Schiffe der Hamburger Flottille wurden von der Reichsflotte übernommen und in ihren Bestand eingegliedert. Dazu gehörten die Dampfkorvetten Bremen, Hamburg, Lübeck und die Segelkorvette Franklin.
Mit dem Oberbefehl wurde zunächst der britische Fregattenkapitän Strutt beauftragt. Er war aus Hamburger Diensten übernommen worden. Am 5. April 1849 übernahm Brommy diese Aufgabe. Oberbefehl, Seezeugmeisterei, Kommando und Verwaltung wurden bei dieser Gelegenheit vereinigt, mit Sitz, Streitkräften, Werften und Arsenalen in Bremerhaven. Brommy erhielt den Titel eines Oberbefehlshabers der Nordseeflotte und Seezeugmeisters für die Nordsee und wurde zum Kapitän zur See befördert. In gleicher Funktion wurde er am 19. August zum Kommodore und am 23. November 1849 zum Konteradmiral befördert.
Weil die deutschen Staaten kaum eigene Seestreitkräfte hatten, musste das Personal von ausländischen Marinen und der Handelsschifffahrt gewonnen werden. Führende deutsche Offiziere wie Brommy und Donner hatten in fremden Marinen gedient. Hinzu kamen ausländische Offiziere vor allem aus Belgien und Großbritannien.
Im Sommer 1850 verfügte die Reichsflotte über etwa 1000 aktive Angehörige, darunter 60 Seeoffiziere, 48 Offizieranwärter, 8 Ärzte, 30 Beamte der Seezeugmeisterei und Zahlmeisterei, 30 Maschinisten, 700 Unteroffiziere und Matrosen sowie 100 Seesoldaten. Um die Offizieranwärter auszubilden, diente die Fregatte Deutschland als Schulschiff und Marineschule. Zur Reichsflotte gehörte ferner eine Marineinfanterie, das Reichs-Marinier-Corps, das für den Dienst auf Kriegsschiffen und für Wachaufgaben an Land vorgesehen waren. Seine Stärke dürfte die einer Kompanie nicht überschritten haben.

## Schiffe und Landeinrichtungen

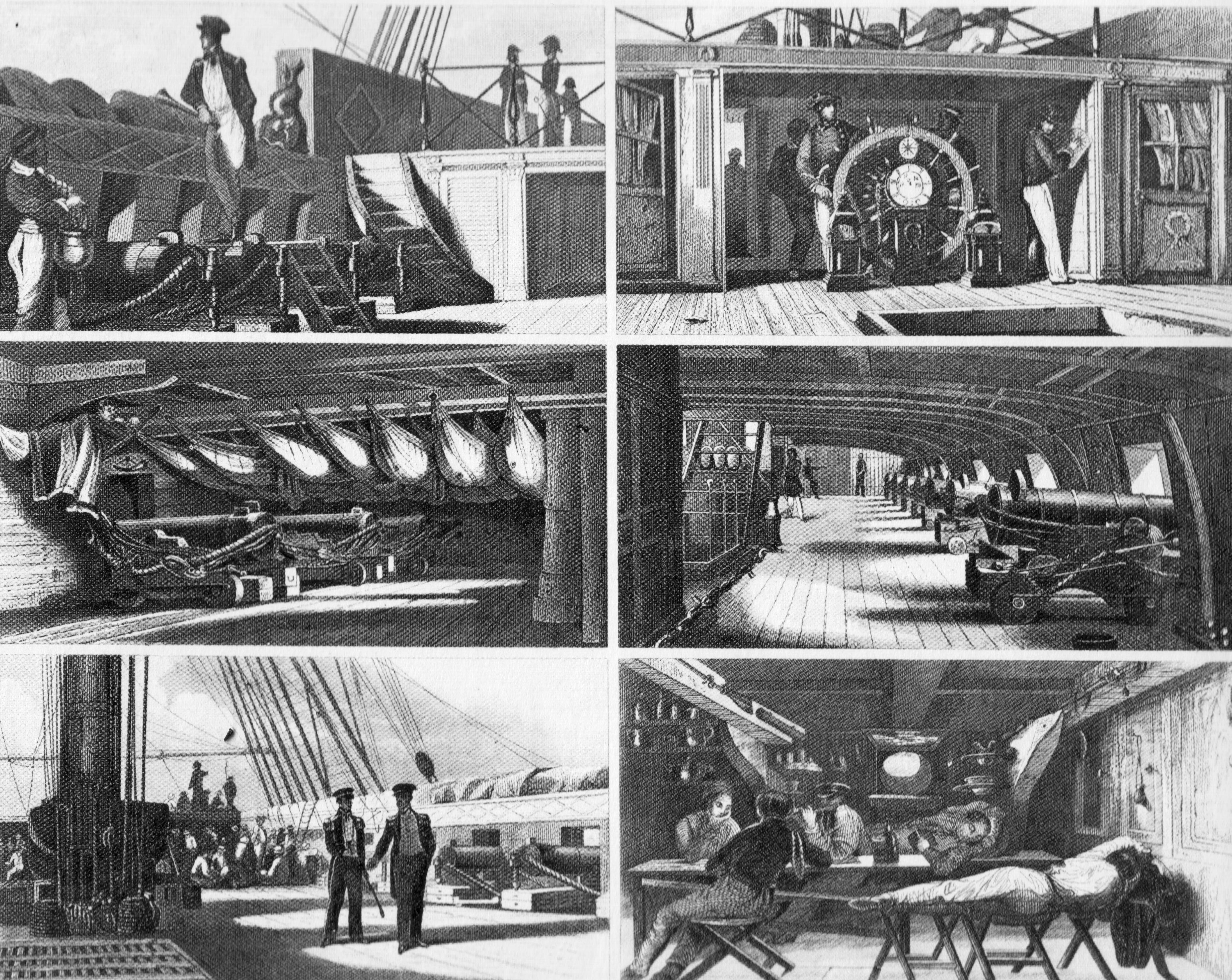
An Bord der Deutschland

Die Flotte bestand ohne die unter der Hoheit der Bundesstaaten stehenden Kräfte bis 1852 aus zwei Segelfregatten, drei Dampffregatten, sechs Dampfkorvetten und über zwei Dutzend Ruderkanonenbooten. Einzig die Fregatte Eckernförde war als Kriegsschiff gebaut worden. Diese dänische Fregatte Gefion war im Gefecht bei Eckernförde 1849 in deutsche Hände gefallen. Alle anderen Schiffe waren umgebaute Handelsschiffe. Als Flaggschiff für Admiral Brommy diente zunächst die Radfregatte Hansa, die in Amerika gekauft worden war, später die Barbarossa.
Entgegen weit verbreiteten Vorstellungen, so Walther Hubatsch, war Großbritannien nicht grundsätzlich gegen eine deutsche Flotte. Zwar hatte die britische Regierung die deutsche nicht formell anerkannt, aber sie gestattete es Prinz Adalbert im November 1848, für die Zentralgewalt britische Werften und Flotteneinrichtungen zu besichtigen. Die Hälfte der deutschen Schiffe war in Großbritannien gekauft worden;
es handelte sich um erstklassige, moderne Schiffe.
Gustav Winkler aus Halberstadt hatte der preußischen Regierung vorgeschlagen, ein Unterseeboot zu entwerfen. Es sollte feindliche Schiffe unbemerkt unter Wasser angreifen und versenken. Am 11. September 1848 lag das Angebot dem Marine-Ausschuss der Nationalversammlung vor. Das Boot mit seinen sechs Metern Länge wäre mit einer Dampfmaschine angetrieben worden und hätte an feindliche Schiffböden einen Sprengsatz angebracht, der per Draht gezündet werden sollte. Aus Geldmangel kam nicht einmal ein Versuchsbau zustande. Mit privaten Mitteln baute der Ingenieur Wilhelm Bauer dann ein anderes Unterseeboot, den Brandtaucher. Dieser sank bei einer Übungsfahrt 1851 auf den Grund der Kieler Förde.

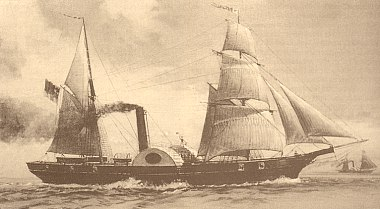
Dampffregatte Barbarossa, Brommys Flaggschiff bei Helgoland

Die Reichsflotte stützte sich vor allem auf Häfen im Weserraum. Dazu gehörte die so genannte Seezeugmeisterei in Bremerhaven, wo sich die Kommando- und Verwaltungsbehörden der Marine befanden. Mehrere Einzelstaaten konkurrierten um den Aufbau von Marinehäfen, darunter Bremen, Hannover, Oldenburg und Preußen. Oldenburg bot an, einen festen Stützpunkt und Winterhafen an der Jade zu errichten, wo später Wilhelmshaven als Hauptstützpunkt deutscher Marinen an der Nordsee entstand. Brommy bevorzugte jedoch Brake als vorläufigen weiteren Stützpunkt. Dort entstanden ab 1848 Dockanlagen für die Unterstützung und Instandsetzung der Flotte. Den Winter 1848/49 verbrachte die Flotte aufgeteilt auf Brake und Bremerhaven.
Entlang der Nordseeküste wurden während des Krieges gegen Dänemark zahlreiche Küstenbatterien eingerichtet, die ebenfalls zum Zuständigkeitsbereich des Reichsministeriums der Marine gehörten. Sie standen jedoch vielfach unter dem Kommando der jeweiligen deutschen Einzelstaaten.

## Einsatz

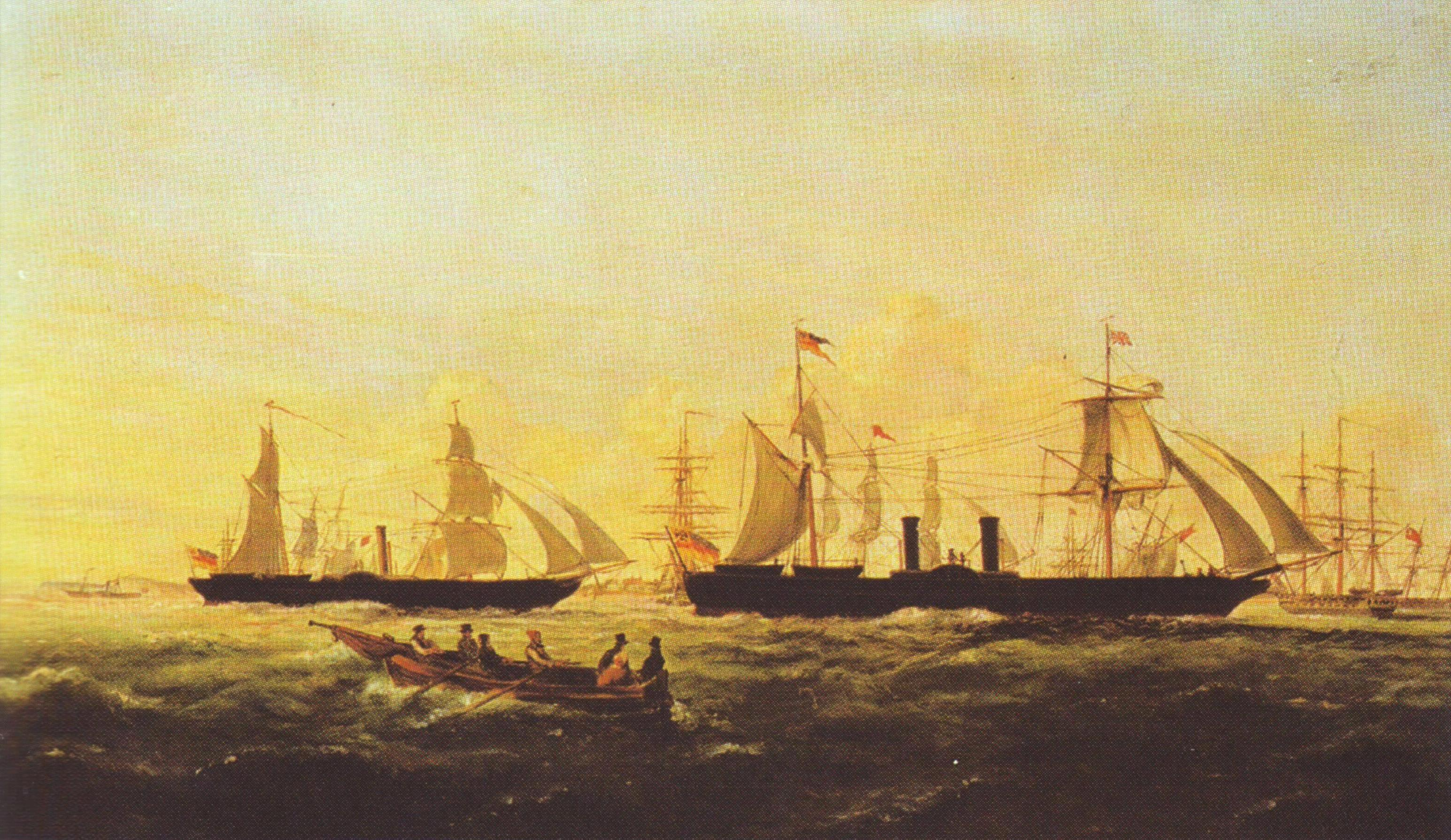
Seeschlacht bei Helgoland, 4. Juni 1849

Die Reichsflotte kam im Seegefecht vor Helgoland am 4. Juni 1849 zu ihrem ersten und einzigen Kampfeinsatz, dem bis heute einzigen Seegefecht unter schwarz-rot-goldener Flagge. Das Flaggschiff war bei diesem Einsatz die Dampffregatte Barbarossa unter Brommy, der von der Weser kommend ein dänisches Schiff verfolgte. Vor Helgoland gerieten die Deutschen in britische Hoheitsgewässer. Die Briten erkannten die deutsche Flagge nicht an und gaben einen Warnschuss ab, außerdem kam ein weiteres dänisches Schiff hinzu. Brommy befürchtete, dass weitere Schiffe einträfen, so dass er sich zurückzog.
Die „gut eingeübten und voll verwendungsfähigen“ Seestreitkräfte der Reichsflotte, so Walther Hubatsch, waren großteils zur Untätigkeit gezwungen, da Großbritannien und Russland Dänemark protegierten, um den Status quo an den Ostsee-Ausgängen zu wahren. Der Deutsche Bundestag (der am 9. März 1848 Schwarz-Rot-Gold angenommen hatte) und dann die Zentralgewalt hatten es versäumt, dem Ausland die neue Flagge formell anzuzeigen. Mit gewisser Berechtigung nahm Großbritannien dieses formale Versehen zum Vorwand, um zu warnen, dass Schiffe unter unbekannter Flagge völkerrechtlich ungeschützt seien. 1849/1850 holte die Bundeszentralkommission die Anzeige nach.
Aber Großbritannien und Russland erkannten die deutschen Farben immer noch nicht an und verhinderten so, dass die Reichsflotte von der Weser zu den Stützpunkten Wismar und Swinemünde überführt werden konnte. Hannover und die Zentralgewalt verhandelten bis zur Vertragsreife, dass Hannover als größter Nordseestaat die Flotte übernahm. Doch am 17. September 1849 machte der König von Hannover einen Rückzieher, denn das Ende der Zentralgewalt in ihrer damaligen Form war absehbar, und Hannover hatte Angst, allein für die Unterhaltskosten einer beachtlichen Flotte aufkommen zu müssen. Schließlich war man mit Dänemark nicht mehr im Krieg und die Blockade aufgehoben.

## Die Flotte nach Ende der Revolution

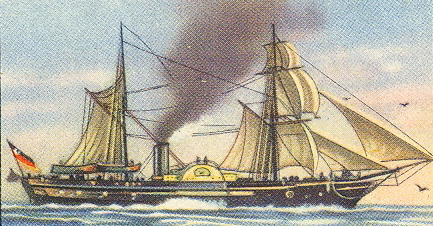
Die Barbarossa wurde 1840 in England gebaut und 1849 von der Reichsflotte gekauft. Preußen übernahm sie im Februar 1852.

### Verlauf des Jahres 1849
Prinz Adalbert verließ im Februar 1849 Frankfurt und übernahm im Mai 1849 das Oberkommando der preußischen Marine. Er drängte Preußen (1840 bis 1861 regiert von Friedrich Wilhelm IV.) dazu, selbst die Rolle der deutschen Seemacht auszufüllen. Die Nationalversammlung setzte am 28. März 1849 die Frankfurter Reichsverfassung Kraft. Wegen des teils gewaltsamen Widerstandes der großen Einzelstaaten entfaltete diese Verfassung keine Wirksamkeit. In Artikel III § 19 befasste sie sich ausführlich mit der Flotte:
[1] Die Seemacht ist ausschließliche Sache des Reiches. Es ist keinem Einzelstaate gestattet, Kriegsschiffe für sich zu halten oder Kaperbriefe auszugeben.
[2] Die Bemannung der Kriegsflotte bildet einen Theil der deutschen Wehrmacht. Sie ist unabhängig von der Landmacht.
[3] Die Mannschaft, welche aus einem einzelnen Staate für die Kriegsflotte gestellt wird, ist von der Zahl der von demselben zu haltenden Landtruppen abzurechnen. Das Nähere hierüber sowie über die Kostenausgleichung zwischen dem Reiche und den Einzelstaaten bestimmt ein Reichsgesetz.
[4] Die Ernennung der Offiziere und Beamten der Seemacht geht allein vom Reiche aus.
[5] Der Reichsgewalt liegt die Sorge für die Ausrüstung, Ausbildung und Unterhaltung der Kriegsflotte und die Anlegung, Ausrüstung und Unterhaltung von Kriegshäfen und See-Arsenalen ob.
[6] Ueber die zur Errichtung von Kriegshäfen und Marine-Etablissements nöthigen Enteignungen, so wie über die Befugnisse der dabei anzustellenden Reichsbehörden, bestimmen die zu erlassenden Reichsgesetze.
Trotz des Endes der Nationalversammlung im Mai 1849 liefen die Planungen des Marineministeriums, unter Reichsaußenminister Jochmus, weiter, wie über 670 Schiffszeichnungen und Pläne im Marineministerium zeigen. Die Bundeszentralkommission von Österreich und Preußen, die die Aufgaben der Zentralgewalt übernahm, richtete eine Marineabteilung ein. Dieser Institution unterstand seit dem 31. Januar 1850 das Oberkommando der Marine und die Seezeugmeisterei mit nachgeordneter Marine-Intendantur.

### Pläne im Deutschen Bund
Während der Dresdner Konferenzen von 1850/1851, die schließlich zur Wiederherstellung des Deutschen Bundes führten, wollte kein Staat die Reichsflotte übernehmen. Sie war teuer, galt als Kind der Revolution und hatte kaum einen militärischen Wert. Preußen hielt sich wegen seiner Matrikularzahlungen für den Hauptgläubiger und wollte die Schiffe rasch verkauft sehen. Als der Bundestag wieder zusammenkam, nahm Österreich eine abwartende Haltung ein. Preußen aber beschwerte sich darüber, dass der Bund sich die Flotte aneignete, weil sie aus preußischer Sicht eine deutsche Flotte, aber nie eine Flotte des Bundes gewesen sei. So war es auch dagegen, dass eine Bundestagsmehrheit 532.000 Gulden für die Aufrechterhaltung der Flotte im laufenden Jahr bewilligte.
Österreich stellte vor, dass die Ostseeflotte Preußens, die Adriaflotte Österreichs und die Nordseeflotte einer gemeinsamen Marine der mittelgroßen Staaten gemeinsam eine Bundesflotte bilden könnten, analog zu den Bundestruppen. Der österreichische Handelsminister Freiherr von Bruck hoffte damit, die Mittelstaaten zu einer eigenen Handelspolitik zu ermuntern und damit Preußens Handels- und Zollvereinpolitik zu schwächen. Als dies erfolglos blieb, drängte Österreich selbst auf die Auflösung der Flotte. 1852 versteigerte der Deutsche Bund die verbliebenen Schiffe.

### Auflösung 1852/1853
Der Bundestag beschloss, die Flotte aufzulösen und die Schiffe zu verkaufen, wenn sich nicht bis zum 31. März 1852 ein Verein von Staaten bildete, der die Flotte als drittes Kontingent einer Bundesflotte übernahm. Grundlage für den eigentlichen Auflösungsbeschluss vom 2. April war die Ansicht, dass die Flotte nur Bundeseigentum, nicht aber eine „organische Bundeseinrichtung“ (Art. 7 der Bundesakte) darstellte. Das bedeutete, dass ein einfacher Mehrheitsbeschluss ausreichte. Hannover legte Rechtsverwahrung ein, da seiner Meinung nach die Flotte eine solche Einrichtung war, sodass die Auflösung eines einstimmigen Beschlusses bedurft hätte.

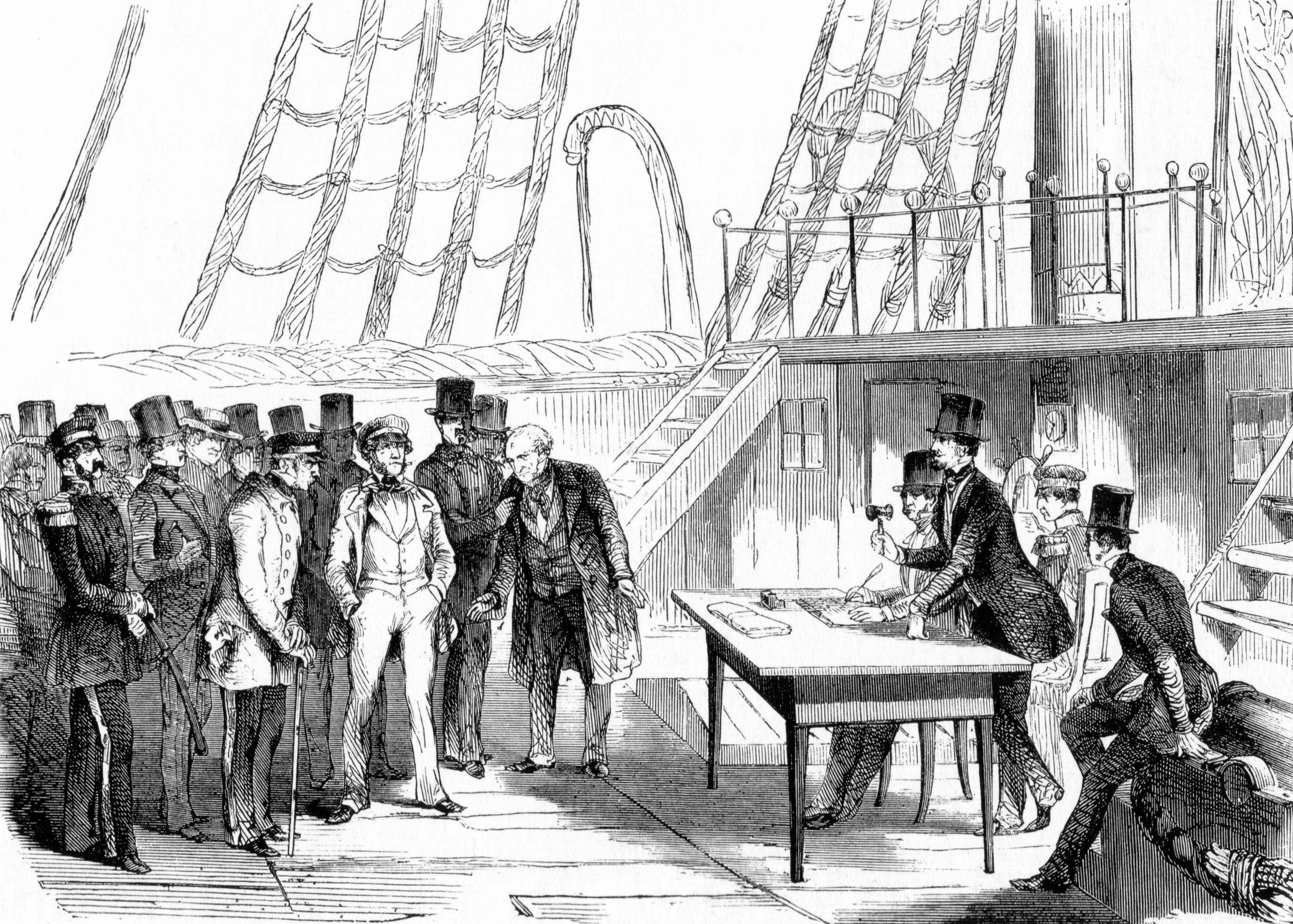
Versteigerung der Reichsflotte auf dem Deck der Deutschland, 1852

Hintergrund der verschiedenen Ansichten war die Frage, ob das Deutsche Reich von 1848/1849 identisch mit dem Deutschen Bund war. Dieser Auffassung waren die deutschen Regierungen zunächst 1848 gewesen, um die Revolution in geordnete Bahnen zu lenken. Dann wäre die Flotte als Reichseinrichtung auch eine Bundeseinrichtung gewesen. Sah man das Reich allerdings als eine Neuschöpfung der Revolution an, so wie es 1848 die Nationalversammlung tat (und nach Niederschlagung der Revolution 1849 ebenso die wieder konservativen deutschen Regierungen), so war die Reichsflotte als bloßes Eigentum zum Bund gekommen.
„Die schließliche Auflösung einer Einrichtung, für die kein Bedarf mehr bestand, war ein Akt ökonomischer Vernunft, die man nicht tadeln kann“, so Walther Hubatsch. Laurenz Hannibal Fischer, früher oldenburgischer Regierungspräsident des Fürstentums Birkenfeld, hatte als Bundeskommissar die Flotte und ihre Einrichtungen zu veräußern sowie die Gläubiger und die Besatzungen abzufinden. Bevor er nach Bremerhaven kam, vermutete er auf den dort liegenden Schiffen „die Brutstätten des Radikalismus“. Tatsächlich fand er geordnete, disziplinierte Verbände vor. Die Auflösung nahm er als Befürworter der Flottenbestrebungen ungern vor, aber korrekt und fristgemäß, wofür ihm der Bundestag im März 1853 dankte.

## Ausblick

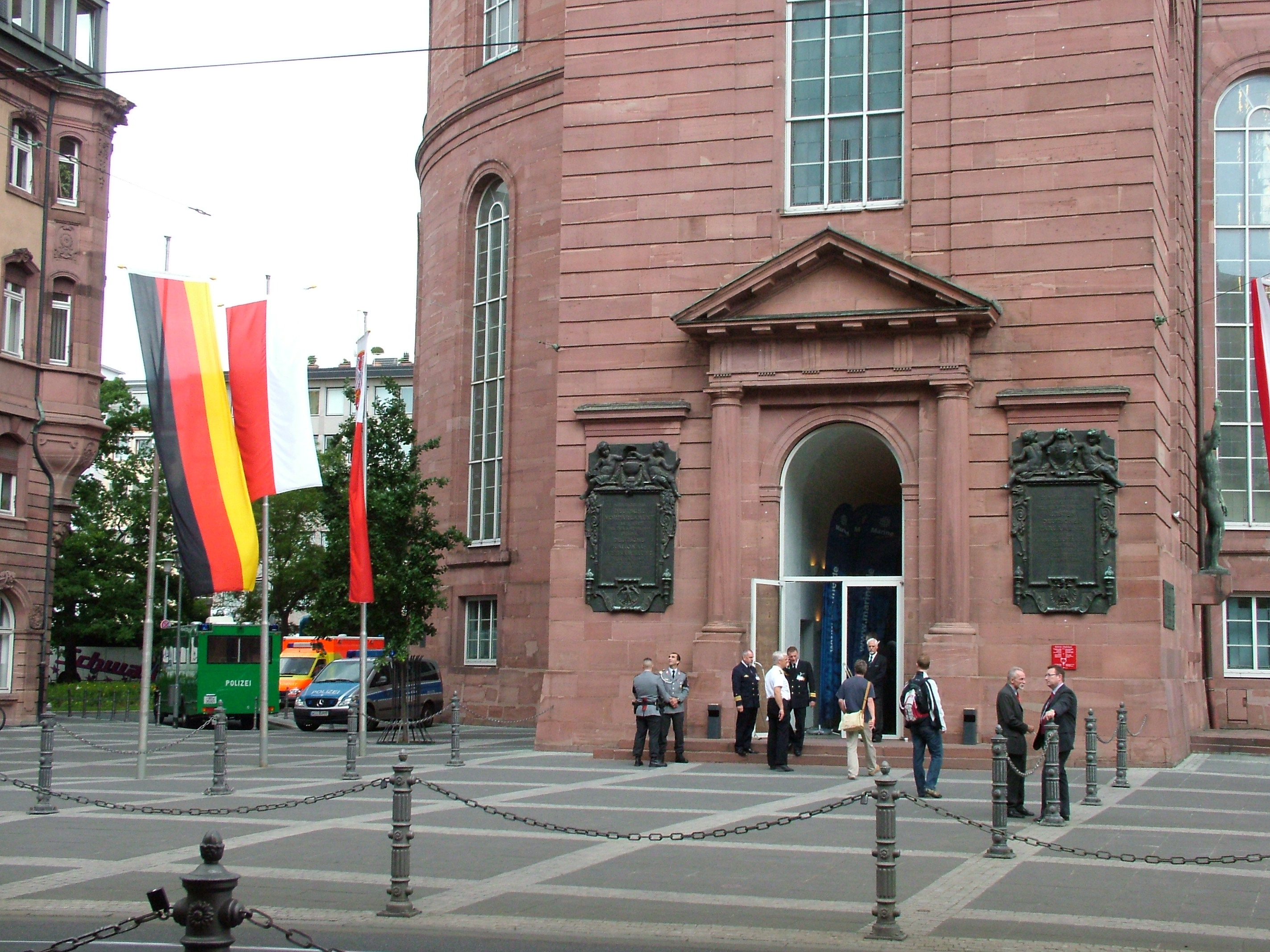
Vor der Frankfurter Paulskirche am 14. Juni 2008: Die Deutsche Marine beging den 160. Jahrestag des Flottenbeschlusses der Nationalversammlung.

Preußen übernahm aus der Reichsflotte die Eckernförde und die Barbarossa und baute seit den 1860er-Jahren seine Flotte aus. Der Deutsche Bund hatte weiterhin keine Seestreitkräfte. Im Deutsch-Dänischen Krieg von 1864 kamen preußische und österreichische Schiffe zum Einsatz, die beiden Seegefechte des Krieges hatten aber nur geringe Bedeutung. Im Jahr 1865 vereinbarten Österreich und Preußen, sich für eine Flotte des Deutschen Bundes einzusetzen. Dazu kam es wegen des österreichisch-preußischen Konflikts und der Auflösung des Deutschen Bundes nicht mehr.
Der Norddeutsche Bund von 1867 schuf sich eine eigene Marine, die allerdings relativ klein blieb. Im Seekrieg während des Deutsch-Französischen Kriegs 1870/71 gab es vereinzelte Begegnungen zwischen norddeutschen und französischen Schiffen. Die entscheidenden Schlachten fanden allerdings auf dem Lande statt. Erst die Kaiserliche Marine (ab 1871) baute im Laufe der Jahre eine große Flotte auf.